# Shangyun Zhen
Shangyun Zhen (kinesiska: 上允, 上允镇) är en köping i Kina. Den ligger i provinsen Yunnan, i den sydvästra delen av landet, omkring 370 kilometer sydväst om provinshuvudstaden Kunming. Antalet invånare är 44 918. Befolkningen består av 22 113 kvinnor och 22 805 män. Barn under 15 år utgör 17,0 %, vuxna 15-64 år 75 %, och äldre över 65 år 6,0 %.
Genomsnittlig årsnederbörd är 1 554 millimeter. Den regnigaste månaden är juli, med i genomsnitt 417 mm nederbörd, och den torraste är februari, med 3 mm nederbörd.